# Rhyacophila diffidens
Rhyacophila diffidens är en nattsländeart som beskrevs av Tsuda 1940. Rhyacophila diffidens ingår i släktet Rhyacophila och familjen rovnattsländor. Inga underarter finns listade i Catalogue of Life.